# Goldene Himbeere 2002
Die Goldene Himbeere 2002 (engl.: 22nd Golden Raspberry Awards) wurde am 23. März 2002, dem Vorabend der Oscarverleihung, im Abracadabra Theatre in Santa Monica, Kalifornien verliehen. Die meisten Auszeichnungen erhielt der Film Freddy Got Fingered mit fünf Trophäen. Darunter war auch die Auszeichnung in der Hauptkategorie Schlechtester Film.
Tom Green ist der erste Schauspieler in der Geschichte der Goldenen Himbeere, der persönlich die Preisverleihung besuchte, um seine Auszeichnungen entgegenzunehmen. In seiner Dankesrede bezeichnete er den Gewinn der Goldenen Himbeere als einen großen Traum, der nun in Erfüllung gegangen sei.

## Preisträger und Nominierungen
Es folgt die komplette Liste der Preisträger und Nominierten.
| Kategorien                                  | Nominierte | Nominierte |
| ------------------------------------------- | --- | --- |
| Schlechtester Film                          | | Larry Brezner, Howard Lapides und Lauren Lloyd – Freddy Got Fingered                                                                          |
| Schlechtester Film                          | Michael Bay und Jerry Bruckheimer – Pearl Harbor                                                                         | |
| Schlechtester Film                          | Renny Harlin, Elie Samaha und Sylvester Stallone – Driven                                                                | |
| Schlechtester Film                          | Demian Lichtenstein, Eric Manes, Elie Samaha, Richard Spero und Andrew Stevens – Crime is King (3000 Miles to Graceland) | |
| Schlechtester Film                          | Laurence Mark und E. Bennett Walsh – Glitter – Glanz eines Stars (Glitter)                                               | |
| Schlechtester Schauspieler                  | Tom Green | Tom Green – Freddy Got Fingered |
| Schlechtester Schauspieler                  | Tom Green | Ben Affleck – Pearl Harbor |
| Schlechtester Schauspieler                  | Tom Green | Kevin Costner – Crime is King (3000 Miles to Graceland)                                                                                       |
| Schlechtester Schauspieler                  | Tom Green | Keanu Reeves – Hardball und Sweet November |
| Schlechtester Schauspieler                  | Tom Green | John Travolta – Tödliches Vertrauen (Domestic Disturbance) und Passwort: Swordfish (Swordfish)                                                |
| Schlechteste Schauspielerin                 | Mariah Carey | Mariah Carey – Glitter – Glanz eines Stars (Glitter)                                                                                          |
| Schlechteste Schauspielerin                 | Mariah Carey | Penélope Cruz – Blow, Corellis Mandoline (Captain Corelli's Mandolin) und Vanilla Sky                                                         |
| Schlechteste Schauspielerin                 | Mariah Carey | Angelina Jolie – Lara Croft: Tomb Raider und Original Sin                                                                                     |
| Schlechteste Schauspielerin                 | Mariah Carey | Jennifer Lopez – Angel Eyes und Wedding Planner – Verliebt, verlobt, verplant (The Wedding Planner)                                           |
| Schlechteste Schauspielerin                 | Mariah Carey | Charlize Theron – Sweet November |
| Schlechtester Nebendarsteller               | Charlton Heston | Charlton Heston – Cats & Dogs – Wie Hund und Katz (Cats & Dogs), Planet der Affen (Planet of the Apes) und Stadt, Land, Kuss (Town & Country) |
| Schlechtester Nebendarsteller               | Charlton Heston | Max Beesley – Glitter – Glanz eines Stars (Glitter)                                                                                           |
| Schlechtester Nebendarsteller               | Charlton Heston | Burt Reynolds – Driven |
| Schlechtester Nebendarsteller               | Charlton Heston | Sylvester Stallone – Driven |
| Schlechtester Nebendarsteller               | Charlton Heston | Rip Torn – Freddy Got Fingered |
| Schlechteste Nebendarstellerin              | Estella Warren | Estella Warren – Driven und Planet der Affen (Planet of the Apes)                                                                             |
| Schlechteste Nebendarstellerin              | Estella Warren | Drew Barrymore – Freddy Got Fingered |
| Schlechteste Nebendarstellerin              | Estella Warren | Courteney Cox – Crime is King (3000 Miles to Graceland)                                                                                       |
| Schlechteste Nebendarstellerin              | Estella Warren | Julie Hagerty – Freddy Got Fingered |
| Schlechteste Nebendarstellerin              | Estella Warren | Goldie Hawn – Stadt, Land, Kuss (Town & Country)                                                                                              |
| Schlechteste Filmpaarung                    | Tom Green | Tom Green und jedes von ihm missbrauchte Tier – Freddy Got Fingered                                                                           |
| Schlechteste Filmpaarung                    | Tom Green | Ben Affleck und entweder Kate Beckinsale oder Josh Hartnett – Pearl Harbor                                                                    |
| Schlechteste Filmpaarung                    | Tom Green | Das Dekolleté von Mariah Carey – Glitter – Glanz eines Stars (Glitter)                                                                        |
| Schlechteste Filmpaarung                    | Tom Green | Burt Reynolds und Sylvester Stallone – Driven                                                                                                 |
| Schlechteste Filmpaarung                    | Tom Green | Kurt Russell und entweder Kevin Costner oder Courteney Cox – Crime is King (3000 Miles to Graceland)                                          |
| Schlechteste Neuverfilmung oder Fortsetzung | Richard D. Zanuck | Ralph Winter und Richard D. Zanuck – Planet der Affen (Planet of the Apes)                                                                    |
| Schlechteste Neuverfilmung oder Fortsetzung | Richard D. Zanuck | Deborah Aal, Elliott Kastner, Steven Reuther und Erwin Stoff – Sweet November                                                                 |
| Schlechteste Neuverfilmung oder Fortsetzung | Richard D. Zanuck | Michael Bay und Jerry Bruckheimer – Pearl Harbor                                                                                              |
| Schlechteste Neuverfilmung oder Fortsetzung | Richard D. Zanuck | Larry J. Franco und Kathleen Kennedy – Jurassic Park III                                                                                      |
| Schlechteste Neuverfilmung oder Fortsetzung | Richard D. Zanuck | Paul Hogan und Lance Hool – Crocodile Dundee in Los Angeles                                                                                   |
| Schlechteste Regie                          | Tom Green | Tom Green – Freddy Got Fingered |
| Schlechteste Regie                          | Tom Green | Michael Bay – Pearl Harbor |
| Schlechteste Regie                          | Tom Green | Peter Chelsom (mit Warren Beatty) – Stadt, Land, Kuss (Town & Country)                                                                        |
| Schlechteste Regie                          | Tom Green | Vondie Curtis-Hall – Glitter – Glanz eines Stars (Glitter)                                                                                    |
| Schlechteste Regie                          | Tom Green | Renny Harlin – Driven |
| Schlechtestes Drehbuch                      | Tom Green · Derek Harvie                                                                                                 | Tom Green und Derek Harvie – Freddy Got Fingered                                                                                              |
| Schlechtestes Drehbuch                      | Tom Green · Derek Harvie                                                                                                 | Kate Lanier und Cheryl L. West – Glitter – Glanz eines Stars (Glitter)                                                                        |
| Schlechtestes Drehbuch                      | Tom Green · Derek Harvie                                                                                                 | Demian Lichtenstein und Richard Recco – Crime is King (3000 Miles to Graceland)                                                               |
| Schlechtestes Drehbuch                      | Tom Green · Derek Harvie                                                                                                 | Jan Skrentny, Sylvester Stallone und Neal Tabachnick – Driven                                                                                 |
| Schlechtestes Drehbuch                      | Tom Green · Derek Harvie                                                                                                 | Randall Wallace – Pearl Harbor |